# Paul Leopold Friedrich

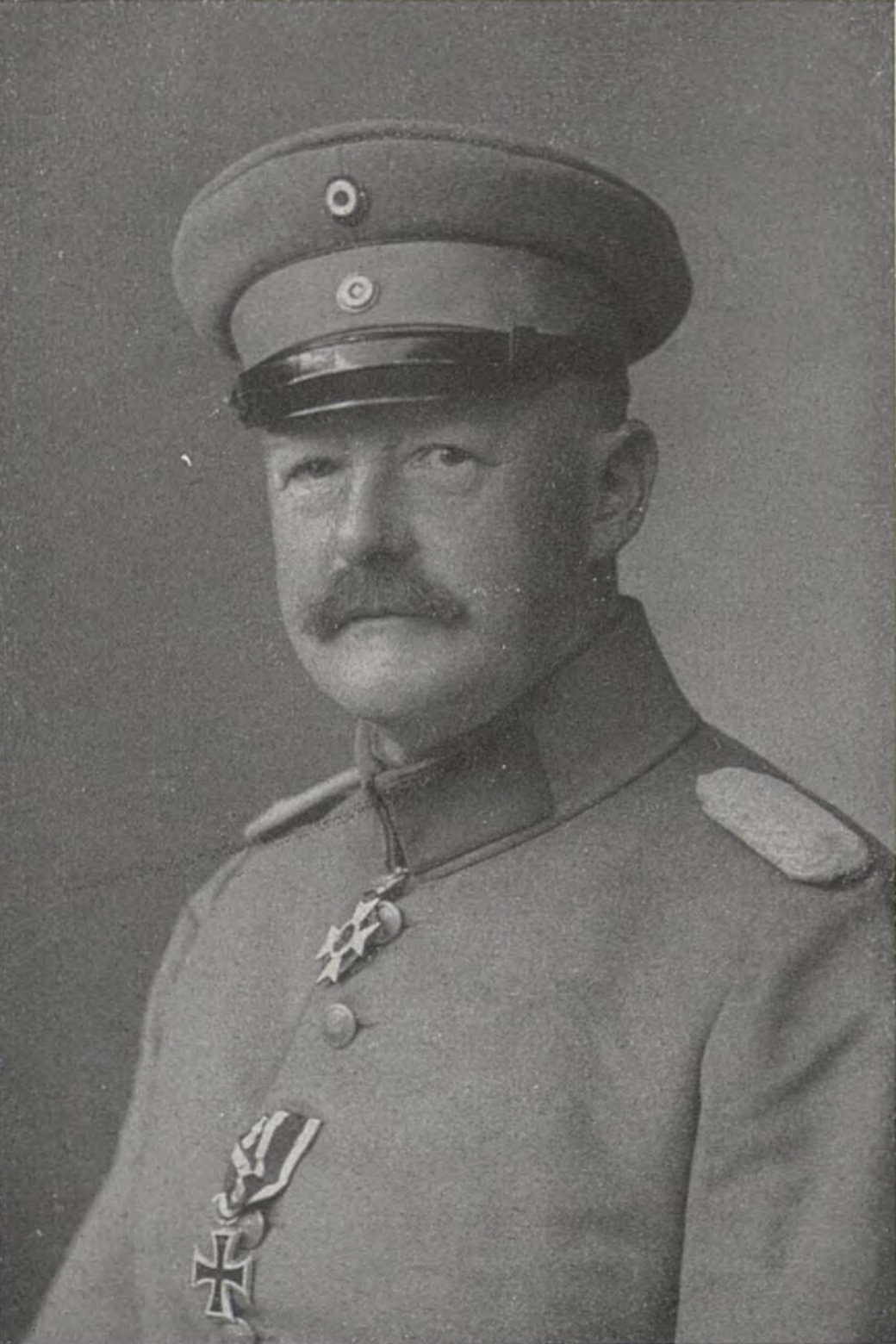
Paul Leopold Friedrich (ca. 1916)

Paul Leopold Friedrich (* 26. Januar 1864 in Roda, Sachsen-Altenburg; † 15. Januar 1916 in Königsberg i. Pr.) war ein deutscher Chirurg, Hochschullehrer und Sanitätsoffizier.

## Leben
Nach dem Medizinstudium an der Universität Leipzig wurde er im Jahr 1888 promoviert, arbeitete als Assistent von Robert Koch am Berliner Kaiserlichen Gesundheitsamt, wurde 1892 Hofarzt bei König Albert und Ende 1892 Assistenzarzt an der Chirurgischen Universitätsklinik in Leipzig. 1894 habilitierte er sich. 1896 wurde er Direktor der Chirurgischen Universitätspoliklinik zu Leipzig (und entwickelte dort bis 1898 ein klassisch gewordenes Operationshandschuhmodell), 1903 als Nachfolger von August Bier Ordinarius und Direktor der Chirurgischen Universitätsklinik der Universität Greifswald. 1905 unternahm er gemeinsam mit seinem Oberarzt Ferdinand Sauerbruch Versuche zur Thoraxchirurgie und regte diesen zu endokrinologischen Forschungen an „parabiotischen“ Tieren an. 1907 wurde er an die Philipps-Universität Marburg berufen. 1911 übernahm er den Lehrstuhl an der preußischen Albertus-Universität Königsberg. Dort war sein Schüler und Nachfolger Martin Kirschner.
Im Ersten Weltkrieg diente er ab dem 1. August 1914 als Beratender Chirurg und Generaloberarzt beim I. Armee-Korps, als es zum russischen Angriff auf Ostpreußen kam. Bereits in der Schlacht bei Gumbinnen am 19. und 20. August 1914 war er in einem Feldlazarett tätig. Ein Brief an seine Frau vom 22. August 1914, in dem er über die dramatischen Ereignisse berichtet, gehört zu den wenigen unmittelbaren Überlieferungen der akademischen Führungsschicht Ostpreußens in den ersten Kriegswochen. Bei seinem Einsatz als Militärarzt zog er sich ein schweres Nieren- und Herzleiden zu, durch das er im Januar 1916 starb.
Nach eigenen Tierversuchen forderte er 1898, eine Wunde innerhalb von sechs Stunden zu versorgen und die Wundränder mittels Exzision bzw. Débridement auszuschneiden („primäre Wundausschneidung nach Friedrich“). Im Jahr 1907 verbesserte er die seit 1885 versuchte chirurgische Methode der Thorakoplastik und führte, angeregt von Ludolph Brauer (1865–1951), dem wissenschaftlichen Begründer der modernen „Lungenkollapstherapie“, die erste radikale Thorakoplastik aus. Mit Ferdinand Sauerbruch, der 1904 die für Eingriffe im Brustkorb von ihm erfundene Unterdruckkammer vorgestellt hatte, arbeitete er an der Weiterentwicklung der Thoraxchirurgie.

## Zitate
„Arm sein ist hart, arm und krank sein noch härter, darum ist das schönste Haus, das wir bauen, für den armen kranken Mann gerade gut genug.“

„So etwas von Verwundeten-Anstürmen, von Hilferuf, von Blut und zertrümmerten jungen Menschenleibern. Es läßt sich nicht beschreiben.“

## Familie
Friedrich heiratete 1900 Charlotte von Bülow (1878–1973), Tochter des Senatspräsidenten beim Reichsgericht Karl Friedrich Julius von Bülow. Aus der Ehe gingen vier Söhne und eine Tochter hervor, darunter
- Carl Joachim Friedrich, Professor für Politische Wissenschaft in Harvard und Heidelberg
- Otto Andreas Friedrich, Unternehmer und Präsident der Bundesvereinigung der Arbeitgeberverbände